# 斉藤一美 ニュースワイドSAKIDORI!
『斉藤一美 ニュースワイドSAKIDORI!』（さいとうかずみ ニュースワイド サキドリ!）は、文化放送で2017年4月3日から2022年3月25日まで放送されていた報道・情報系の生ワイド番組。同局アナウンサー・斉藤一美の冠番組で、基本として平日の15:30 - 17:50に編成されていた。ただし、2020年度下半期の火 - 金曜日（2020年9月29日 - 2021年3月26日）のみ2部構成で放送されていて、『斉藤一美ニュースワイドSAKIDORI! OVERTIME』（さいとうかずみ　ニュースワイド　サキドリ! オーバータイム）を第2部扱いで17:55 - 18:45に編成していた。
斉藤はスポーツアナウンサーとして『文化放送ライオンズナイター』『文化放送ホームランナイター』などの実況を主に担当しているが、当番組の放送期間中には担当を離れていた。

## 概要
「リスナーが今最も聴きたい情報」「リスナーから最も大きな関心を持たれそうなニュース」を常に念頭に置きながら、タブロイド紙の構成を意識しつつ、当日のニュース、スポーツニュース、エンタテインメント関連の情報を生放送で伝えた番組。企画の段階ではは、文化放送の報道部が構築してきたさまざまなネットワークと、機動力に富んだ取材力を駆使しながら「新鮮でLiveなニュース」を発信する方針が打ち出されていた。また、放送の期間中には、当番組が取り上げたニュースを「FNN.jpプライムオンライン」（フジニュースネットワークのポータルサイト）でも紹介していた。
番組の開始当初から、曜日ごとに女性アナウンサーがサブ キャスターを担当していた。ただし、2018年4月から木曜日 → 月曜日を担当してきた加納有沙（当時は文化放送の契約アナウンサー）と、開始の当初から火曜日を担当してきた竹田有里（フリーアナウンサー）は、第1子の懐妊に伴って2020年4月に相次いで降板。出産後も当番組に復帰しなかった。
2020年9月29日（月曜日）から、文化放送で平日昼に編成した『梶原しげるの本気でDONDON』に近い番組構成にリニューアル。2021年3月までは、月曜以外の曜日で2部制を導入するとともに、第2部を『斉藤一美ニュースワイドSAKIDORI! OVERTIME』の番組タイトルで放送した。2020年は新型コロナウイルス感染症流行の影響で日本プロ野球（NPB）のレギュラーシーズンを当初の予定から2カ月近く遅らせていたため、10月下旬まで放送することが決まっていた『ライオンズナイター』については同月のみ、中継を19:00から放送した。
2022年3月25日を以て終了。斉藤は終了を機に、スポーツアナウンサーの活動を再開した。同年3月28日からは金曜日サブ キャスターの西川文野がパーソナリティを務めた『西川あやの おいでよ!クリエイティ部』（情報バラエティ系の生ワイド番組）を開始。2024年3月29日まで放送した。
文化放送は2024年4月3日から、『おいでよ!クリエイティ部』に代わり、『長野智子アップデート』（フジテレビ出身のフリーアナウンサー　長野智子の冠番組）を平日の15:30 - 17:00に編成。長野は上智大学への在学中に『ミスDJリクエストパレード』のパーソナリティを務めたが、フジテレビを退職してからはジャーナリストとして本格的に活動しながら、テレビ朝日制作の報道番組を中心にニュースキャスターを長らく務めた。『アップデート』は『おいでよ!クリエイティ部』より報道色を強め、当番組に近い路線で放送している。

## 出演

### キャスター
- 斉藤一美（文化放送アナウンサー）[注 4]

### サブ キャスター
- 月曜日: 坂口愛美（文化放送アナウンサー。2020年4月20日 - 2022年3月21日 [注 5])
- 火曜日: 松井佐祐里（文化放送アナウンサー(当時)。2020年4月21日 - 2022年3月22日[注 6] ）
- 水曜日: 水谷加奈（文化放送アナウンサー。2019年4月3日 - 2022年3月23日、[注 7]）
- 木曜日: 永野景子（文化放送 コミュニケーションデザイン局 報道スポーツセンター デスク。2019年4月4日 - 2022年3月24日 、[注 8][注 9]）
- 金曜日: 西川文野（文化放送アナウンサー(当時)。2018年4月6日 - 2022年3月25日[注 10]、2017年4月6日 - 2018年3月29日は木曜日を担当）

#### 過去のサブ キャスター
| 期間      | 期間      | 月曜日   | 火曜日     | 水曜日   | 木曜日   | 金曜日   |
| --------- | --------- | -------- | ---------- | -------- | -------- | -------- |
| 2017.4.3  | 2018.3.30 | 水谷加奈 | 竹田有里   | 永野景子 | 西川文野 | 水谷加奈 |
| 2018.4.2  | 2019.3.29 | 水谷加奈 | 竹田有里   | 永野景子 | 加納有沙 | 西川文野 |
| 2019.4.1  | 2020.4.10 | 加納有沙 | 竹田有里   | 水谷加奈 | 永野景子 | 西川文野 |
| 2020.4.13 | 2022.3.25 | 坂口愛美 | 松井佐祐里 | 水谷加奈 | 永野景子 | 西川文野 |

### コメンテーター
- 月曜日: 姜尚中（2017年4月10日 - 2022年3月）[注 13]、金子恵美（2019年1月7日 - 2022年3月）
- 火曜日: 小西克哉[注 14]（2020年3月31日-2022年3月22日 ）
- 水曜日: 古谷経衡（2018年1月10日 - 2022年3月23日）、茂木健一郎[注 15]
- 木曜日: 石田純一（2020年4月2日 - 2022年3月24日、2017年4月18日 - 2020年3月25日は火曜日に出演[注 16][注 17][6]）
- 金曜日: 荻原博子（2017年4月7日 - 2022年3月25日）

#### 過去のコメンテーター
- 月曜日: 河合薫（2017年5月1日 - 2018年12月17日）
- 水曜日: 春香クリスティーン（2017年4月5日 - 9月27日）
- 水曜日: 堀口ミイナ（2017年7月19日 - 2018年12月19日）
- 木曜日: 和田秀樹（2017年4月6日 - 2020年3月26日）

### ニュース解説
- 鈴木敏夫（文化放送 コミュニケーションデザイン局 報道スポーツセンター 部長）
- 清水克彦（文化放送 コミュニケーションデザイン局 報道スポーツセンター デスク）

### コーナー出演
- 月曜日 - 金曜日: 石川真紀（文化放送アナウンサー(当時)。SAKIDORI ニュース・パレードに出演）
- 月曜日: 吉田愛梨（世の中 SAKIDORI 月曜日に出演、2020年7月13日 - 2022年3月21日 [注 18]）
- 水曜日: 吉田たかよし（世の中 SAKIDORI 水曜日に電話出演）
- 木曜日: 山田美保子（世の中 SAKIDORI 木曜日に出演、2020年7月16日 - 2022年3月24日 [注 19]）
- 金曜日: 和田秀樹（世の中 SAKIDORI 金曜日に出演。2020年4月10日 - 2022年3月25日）

#### 過去のコーナー出演者
- 木曜日: 加納有沙（木曜日サブ キャスターに昇格のため）
- 木曜日: 早川茉希（世の中 SAKIDORI 木曜日に出演、2018年4月5日 - 7月26日）
- 木曜日: 安蒜幸紀（世の中 SAKIDORI 木曜日に出演、2018年8月9日 - 2019年3月28日 ）

## タイムテーブル
- 15:30：オープニング、ヘッドライン ニュース
- 15:35：ニュース サキドリ（前半）
- 15:55：交通情報（警視庁交通管制センター）
- 16:00：ヘッドライン ニュース
- 16:03：ニュース サキドリ（後半）
- 16:17：交通情報（警視庁交通管制センター）
- 16:20：SAKIDORI ニュース・パレード
- 16:23：ジャパネットたかた ラジオショッピング
- 16:31：きょうのオピニオン
- 16:40：ニュース フカボリ
- 16:52：交通情報（警視庁交通管制センター）
- 16:54：天気予報
- 17:00：ニュース・パレード
- 17:13：交通情報（千葉 → 神奈川 → 警視庁の順）
- 17:15：天気予報（日本気象協会）
- 17:18：ニュース アトオイ
- 17:25：世の中 SAKIDORI
  - SAKIDORI 最前線（月曜日、2020年7月13日 - [注 20]）
  - 応援! ユニバーサル スポーツ（火曜日）
  - SAKIDORI クリニック（水曜日）
  - 芸能アラカルト（木曜日、2020年7月16日 - [注 21]）
  - ビジネス先取り（金曜日）
    - 週刊 和田秀樹（金曜日、2020年4月10日 - ）
- 17:34：アーサー・ビナード 午後の三枚おろし[注 22]
- 17:44：交通情報（警視庁交通管制センター）
- 17:47：エンディング